# Егоров, Вячеслав Иванович
Вячесла́в Ива́нович Его́ров (род. 22 октября 1961) — российский хирург высшей категории, онколог, доктор медицинских наук, профессор кафедры хирургии Первого Московского медицинского университета имени И. М. Сеченова, являлся заместителем главного врача по онкологии клинической больницы № 5 ДЗМ. В настоящее время − заместитель главного врача по онкологии Ильинской больницы.

## Биография
В 1984 году Вячеслав Иванович Егоров c отличием окончил 2-й Московский государственный медицинский институт.
С 1984 по 2001 год — врач-ординатор отделения общей хирургии клинической больницы медико-санитарной части № 1 ЗИЛ , с 1995 по 1999 годы (по совместительству) — ассистент кафедры общей хирургии 2-го МОЛГМИ.
С 2001 по 2004 год — заведующий хирургическим отделением клинической больницы № 1 медицинского центра управления делами президента РФ. С 2004 года — ведущий, а с 2006 года — главный научный сотрудник абдоминального отдела Института хирургии имени А. В. Вишневского. С 2006 года — профессор кафедры хирургии факультета последипломного образования Первого Московского медицинского университета им. И. М. Сеченова. В 1995 году соискателем защитил кандидатскую диссертацию «Однорядный непрерывный шов гастроэнтероанастомоза при резекции желудка», а в 2003 году, также соискателем, докторскую диссертацию «Экспериментально-клиническое обоснование применения однорядного непрерывного шва для анастомозирования органов желудочно-кишечного тракта».
Обучался и обменивался опытом хирургического лечения онкологических заболеваний органов брюшной полости, хирургии поджелудочной железы и печени в ведущих хирургических центрах Европы, Соединенных Штатов и Юго-Восточной Азии. С этой целью был командирован в хирургические клиники Ульма, Хайдельберга и Регенсбурга (Германия 1996, 2006), Лондона и Ноттингема (Великобритания, 1997).
В 2006 году — курс медицинской онкологии (США). В 2012 — командировка в Университет Миннесоты (Миннеаполис, США) для ознакомления с методикой тотальной панкреатэктомии и аутотрансплантации островковых клеток поджелудочной железы при хроническом панкреатите, и в Университет Джонса Хопкинса (Балтимор, США) — для ознакомления с хирургическими методами лечения заболеваний поджелудочной железы.

## Научно-исследовательская деятельность
Автор клинических исследований:
• Эффективность резекционных и органосохраняющих операций при язвенной болезни желудка и 12-перстной кишки
• Расширенные лимфодиссекции при раке желудка.
Организатор и руководитель исследований по изучению:
• механических свойств желудочно-кишечного тракта
• эффективности различных методов сшивания органов желудочно-кишечного тракта
• точности лучевой диагностики (КТ, МРТ) острого аппендицита
• результатов стандартных и расширенных панкреатодуоденальных резекций при протоковой аденокарциноме поджелудочной железы. Проспективное контролируемое исследование
• прогностического значения выявления микрометастазов рака поджелудочной железы в костном мозге
• клинической картины, диагностики и результатов лечения кистозных опухолей поджелудочной железы: серозной и муцинозной цистаденом и цистаденокарцином, солидно — псевдопапиллярных опухолей и карцином, внутрипротоковых папиллярно — муцинозных опухолей и карцином
• клинической картины, диагностики и результатов лечения первичных и метастатических гастроинтестинальные стромальных опухолей (GIST)
• качества жизни после различных видов резекции головки поджелудочной железы при хроническом панкреатите. Проспективное контролируемое исследование
• результатов применения различных методов лечения механической желтухи на фоне хронического панкреатита
• клинической картины, диагностики и результатов лечения локальных форм аутоиммунного панкреатита
• дифференциальной диагностики и лечения эпителиальных и нейроэндокринных опухолей поджелудочной железы
• клинической картины, диагностики и результатов лечения дуоденальной дистрофии — хронического панкреатита эктопической поджелудочной железы. Проспективное контролируемое исследование
• вариабельности артериальной анатомии целиако-мезентериального бассейна и персонализации вмешательств на органах брюшной полости посредством дооперационной оценки сосудистой анатомии
• точности диагностических методов для оценки резектабельности рака поджелудочной железы. Проспективное контролируемое исследование
• непосредственные и отдаленные результаты тотальных дуоденопанкреатэктомий при новообразованиях гепатопанкреатобилиарной зоны.
Руководитель и соисполнитель ряда молекулярно — биологических исследований особенностей развития рака поджелудочной железы и методов его лечения:
• «Разработка нового способа терапевтического воздействия на рост опухолей поджелудочной железы на основе направленного изменения клеток стромального микроокружения» (2008-2009 гг.)
• «Разработка клеточной модели стромального микроокружения на примере рака поджелудочной железы для испытания лекарственных средств нового поколения» (2011-2012 гг.)
• «Разработка способов специфического и направленного воздействия генно-терапевтических конструкций, обеспечивающих образование диффундирующих токсинов в стромальном микроокружении опухолей поджелудочной железы» (2013-2015 гг.)
• «Разработка способов направленного генно-терапевтического воздействия на опухолевое микроокружение гиповаскулярных типов рака с выраженным стромальным компонентом».
Автор ряда уникальных операций на поджелудочной железе и двенадцатиперстной кишке. Автор пяти монографий и более 300 научных работ по абдоминальной хирургии и онкологии. В течение 6 лет был секретарем хирургического общества г. Москвы и Московской области. Член редакционного совета журнала Hepatogastroenterology.

## Членство в профессиональных сообществах
• Российское общество хирургов
• Общество хирургов Москвы и Московской области
• Ассоциация хирургов — гепатологов России и стран СНГ
• Международная панкреатологическая ассоциация (IAP)
• Международная гепатопанкреатобилиарная ассоциация (IHPBA)
• Российский, Украинский и Европейский панкреатический клуб (EPC).

## Труды

#### Библиографии
- Егоров В.И., Турусов Р.А., Счастливцев И.А., Баранов А.О. «Кишечный шов. Физико – механические аспекты». — М.: ВИДАР, 2004. — 304 с. — ISBN 5-88429-074-8.

#### Статьи
Зарубежные:
- Egorov V.I., Kharazov A.F., Pavlovskaya A.I., Petrov R.V., Starostina N.S., Kondratiev E.V., Filippova E.M. Extensive multiarterial resection attending total duodenopancreatectomy and adrenalectomy for MEN-1-associated neuroendocrine carcinomas (англ.) // World Journal of Gastrointestinal Surgery : journal. — Baishideng Publishing Group[англ.], 2012. — 27 October (vol. 4, iss. 10). — P. 238-245. — doi:10.4240/wjgs.v4.i10.238.

## Сотрудничество
• Гейдельбергский университет (Германия)
• Регенсбургский университет (Германия)
• Мюнхенский технический университет (Германия)
• Каролинский Университет (Стокгольм, Швеция)
• Миннесотский университет (Миннесота, США)
• Университет Джонса Хопкинса (Балтимор, США)
• Госпиталь Сорока (Бер-Шева, Израиль)
• Клиника «Mercy» (Балтимор, США)
• Витебский государственный технологический университет (Белоруссия)
• Институт химической физики РАН (Москва, РФ).